# Porta Salaria

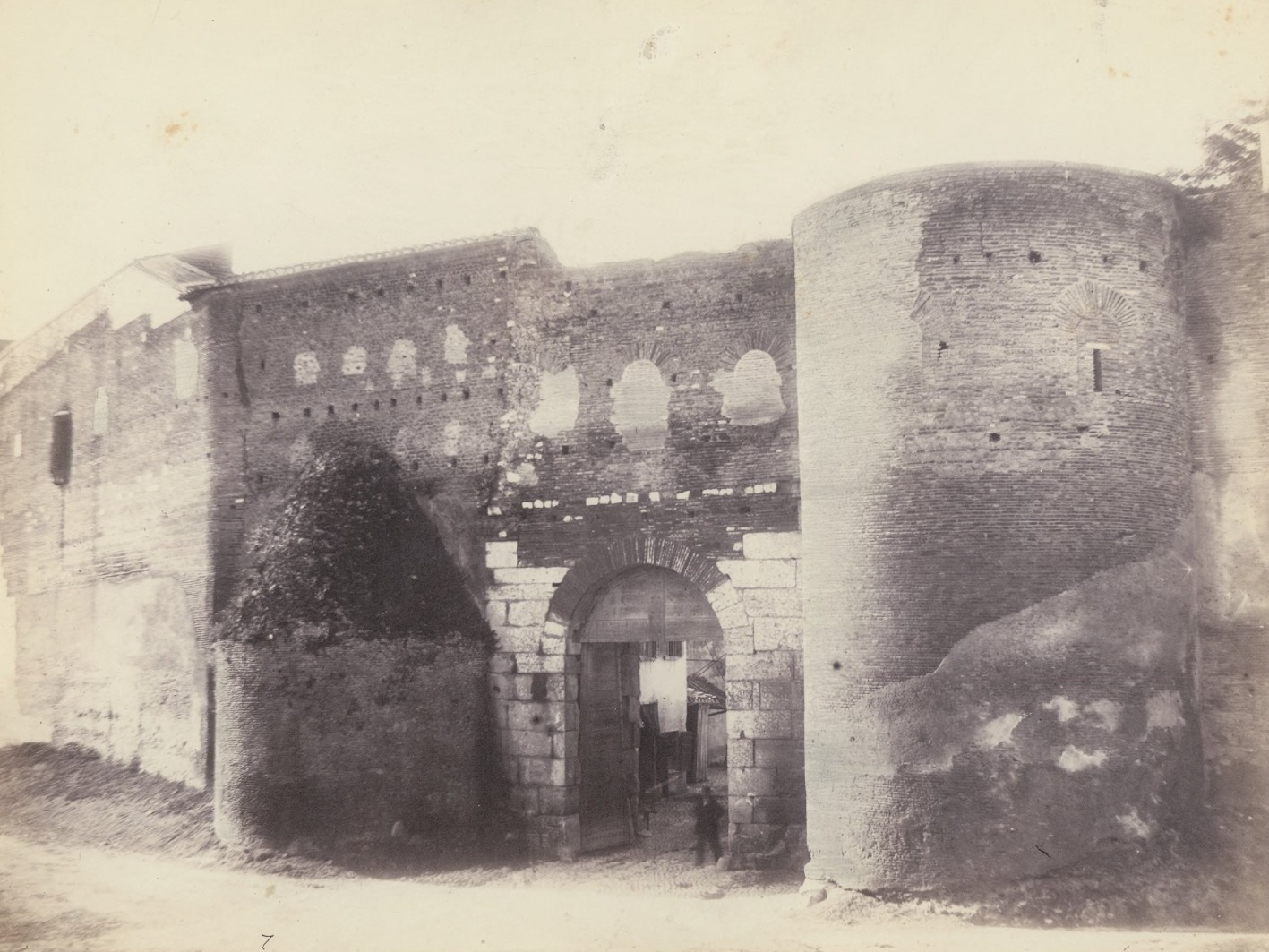
Porta Salaria just abans de la seva demolició el 1871.

La Porta Salaria era una porta de la Muralla Aureliana a Roma, demolida en 1921.

## Història
La Porta Salaria va ser part de la Muralla Aureliana construïda per l'emperador Aurelià en el segle iii, i que incloïa una edificació anterior. Per ella passava la Via Salària nova, que s'unia a l'antiga Via Salària fora de la ciutat. La porta tenia un únic passatge i estava flanquejada per dues torres semicirculars. Els jardins de Sal·lusti (Horti Sallustiani) estaven situats en la ciutat just darrere la porta.
Durant la restauració empresa per l'emperador Flavi Honori a començaments del segle v, l'arc va ser enfortit a opus mixtum i, sobre seu, es van obrir tres enormes finestres.
Aquesta va ser la porta per on va entrar a Roma el rei got Alaric I per realitzar el famós saqueig de Roma. El 537, el terreny entre Porta Salaria i Castro Pretorio va ser l'escenari de l'assalt efectuat pel rei got Vitiges contra les tropes de Belisari.
A l'edat mitjana, a diferència d'altres portes de la ciutat, la Porta Salaria no va rebre un nom cristià.
El 20 de setembre de 1870, el tros de la Muralla Aureliana entre Porta Salaria i Porta Pia va ser testimoni de la fi dels Estats Pontificis. La porta va ser feta malbé pels trets de l'artilleria italiana i, a l'any següent, va ser demolida. El 1873 va ser reconstruïda seguint els plànols de l'arquitecte Virginio Vespignani.
Tanmateix, el 1921 es va decidir demolir-la novament per obrir l'àrea al trànsit. Al terreny que ocupava, ara es troba la Piazza Fiume.

## Restes
Durant la demolició de 1921 es van descobrir diversos monuments pertanyents als sepulcres que flanquejaven l'antiga Via Salària i que havien estat tornats a utilitzar per aixecar les torres. Una còpia del sepulcre de Quintus Sulpicius Maximus,un nen d'11 anys, es troba ara visible a la Piazza Fiume —l'original es troba als Museus Capitolins.
A la dreta del mur a la vora de la plaça, estan les restes de tombes del segle I aC.